# Mesoporös magnesiumkarbonat

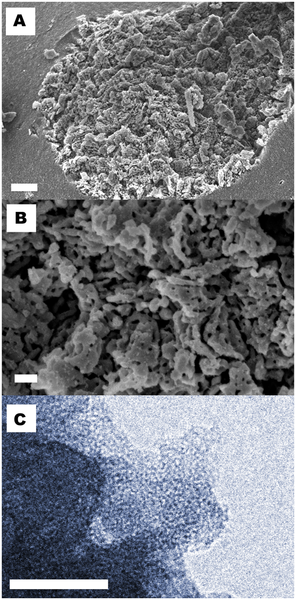
Elektronmikroskopiska bilder på mesoporöst magnesiumkarbonat. Skalans längd på bilderna: (A) 1 μm (B) 200 nm (C) 50 nm

Mesoporös magnesiumkarbonat (MMC) är en familj av material som först syntetiserades och karakteriserades av en grupp forskare från Uppsala Universitet år 2013. MMC kan ha inneha en ytarea på upp till 800 m² per gram vilket är den största ytarea som någonsin uppmätts hos karbonater av alkaliska jordartsmetaller. Porstorleken hos MMC går att justera genom anpassning av syntesparametrarna. Hittills är alla beskrivna former av MMC vattenfria och röntgenamorfa.
Som andra typer av mesoporösa material är MMC intressant i flera industriella applikationer på grund av den stora ytarean och de nanometerstora porerna. Dessutom har MMC utmärkta hygroskopiska egenskaper och den kemiska kompositionen gör den ofarlig att förtära.
Porerna bildas av expanderande gas av koldioxid under syntesen, inga andra hjälpmolekyler behövs för att bygga upp och upprätthålla det mesoporösa nätverket i materialet. Det första patentet på MMC godkändes 2017 och har kommersialiserats genom företaget Disruptive Materials AB för användning inom sport, kosmetik och andra tekniska områden. Det utreds även för tillämpningar inom läkemedelsområdet.

## Syntes
MMC syntetiseras genom en reaktion mellan magnesiumoxid (MgO) och metanol under ett koldioxidtryck (CO2). Vid omrörning och tryckreducering av produkten bildas en alkogel som sväller upp när CO2-gas expanderar och frisätts. Vid värmebehandling av gelen frigörs den inbundna koldioxiden och kvarvarande metanol förångas vilket resulterar i att gelen stelnar och ett poröst nätverk bildas i materialet. Porstorleken i den slutliga produkten kan justeras genom anpassning av energitillförsel under gelningen och torkningen.

## Struktur
MMC består av en röntgenamorf och mesoporös matris av magnesiumkarbonat (MgCO3) innehållande kristaller av MgO i strukturen. Syntesmetoden beskriven ovan resulterar generellt i millimeter- till centimeterstora partiklar av MMC som går att minskas i storlek om så önskas.

## Tillämpningar inom läkemedelsområdet
MMC har visat sig att effektivt kunna öka lösligheten hos flera svårlösliga läkemedel, bland andra ibuprofen, itraconazole, tolfenamic, rimonabant, celecoxib, cinnarizine och griseofulvin. Detta uppnås genom att kristallisering av läkemedelssubstanserna hindras när de inkorporerats i porerna hos MMC. Amorfa läkemedelssubstanser har generellt sett en högre skenbar löslighet jämfört med deras kristallina motsvarigheter, och genom att förhindra kristallisering av substanserna i läkemedelsformuleringen kan en ökad skenbar löslighet uppnås vid administration. Låg vattenlöslighet hindrar upptag av många läkemedel i kroppen och därigenom begränsas deras biotillgänglighet och terapeutiska effekt.
Frisättningen av läkemedel från MMC kan justeras via partikelstorlek och porstorlek. Frisättningshastigheten kan också modifieras genom funktionalisering av porytorna. Det har visats att polymerer kan användas för att förstärka ökningen i löslighet och tiden som övermättnad i frisättningsvätskan kan upprätthållas.

## Kosmetik och hudvård
MMC kan adsorbera både fukt och lipider, vilket ger en mattande effekt på hud och hår. MMC introducerades som en ingrediens i kosmetiska produkter 2017 av företaget JiangSu Disruptive New Materials, ett samriskföretag mellan Disruptive Materials AB och Jiangyin USUN Biochemical Technology.

## Sport
Tack vare sin förmåga att dra åt sig fukt kan MMC användas av klättrare och andra idrottare för att förbättra sitt grepp. MMC introducerades på den globala marknaden under namnet Upsalite, som en ingrediens i krita för klättring 2018 av företaget Black Diamond. När produkten presenterades vid världens största sport och idrottsmässa, ISPO, utsågs den till bästa nya och innovativa klättertillbehör 2018.

## Fuktighetskontroll
Eftersom MMC har visat sig ha bättre förmåga att adsorbera fukt vid låga relativa fuktigheter jämfört med hygroskopiska zeoliter kan de användas för att hålla en extremt låg fuktighetsnivå i tillämpningar där detta behövs.